# Ménétréol-sur-Sauldre
Ménétréol-sur-Sauldre è un comune francese di 255 abitanti situato nel dipartimento del Cher, nella regione del Centro-Valle della Loira.

## Società

### Evoluzione demografica
Abitanti censiti